# Jardí a la Faulx

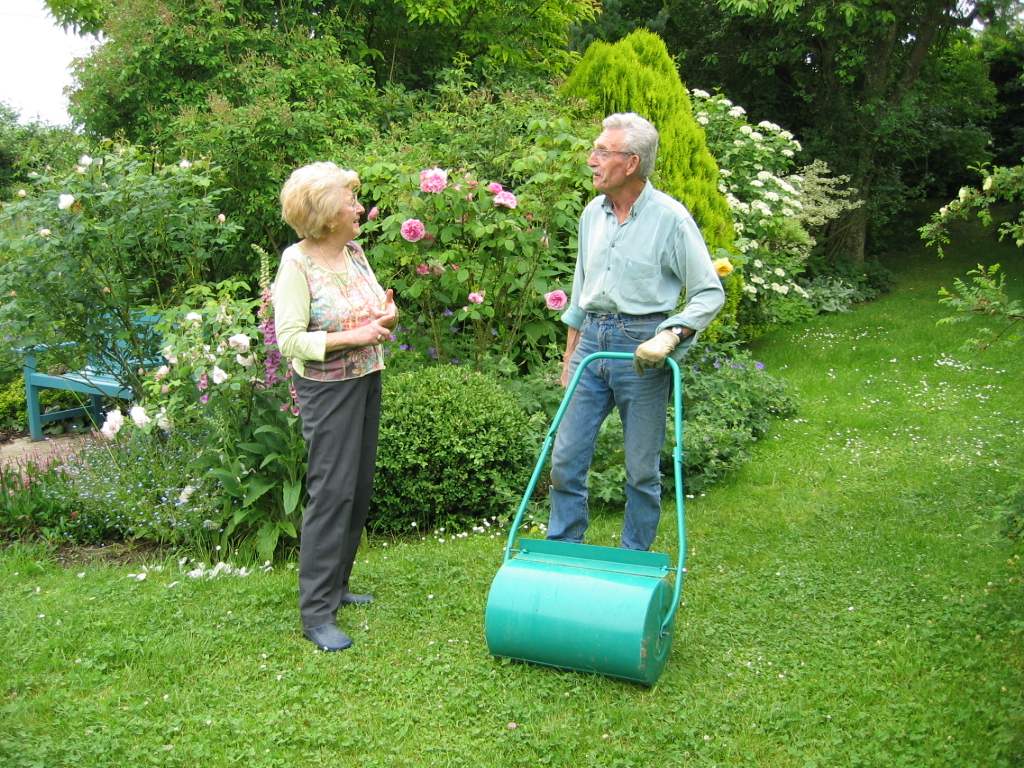
Gisèle i Gérard Bésana, fundadors del «Jardin à la Faulx» de Dole

El jardí a la Faulx situat a  Dole a Franc Comtat és un jardí privat concebut sobre el model  anglès, fundat per Gisèle i Gérard Bésana el 1984, classificat «Jardí destacable» i obert al públic.
La seva riquesa en vegetals, més de 1200 espècies i varietats rares o desconegudes per a la majoria, són associades per crear un espai ple de matisos subtils i de serenor.
Aquest jardí a l'anglesa contemporani de col·lecció, va ser creat el 1984 sobre un terreny de 8300 m² a l'indret anomenat «à la Faulx». Està fet per atreure la mirada a tota hora del dia i a qualsevol estació. Està compost i estructurat de diferents cambres de verdor, de quadres imaginaris guarnits amb decoracions i mobiliari de jardí: estàtues, escultures, fonts, paisatge mineral, i d'escenificacions, gràcies a la seva riquesa vegetal: arbres i arbusts, rosers antics, hortènsies, plantes enfiladisses i vivaces. Es guarneix també d'un hort i d'alguns fruiters... La finca comprèn també una casa d'habitatge ofegada en la verdor, un pavelló d'estiu i una bonica petita armadura del segle xix renovada en harmonia amb el jardí.
Col·leccionsAurons, bedolls, Cornus, rosers i poàcies.
Arbres destacablesParrotia persica, katsuras o arbre del caramel, Davidia, pomers, Sciadopitys, Cornus, oms, i aurons.

Vistes del jardí
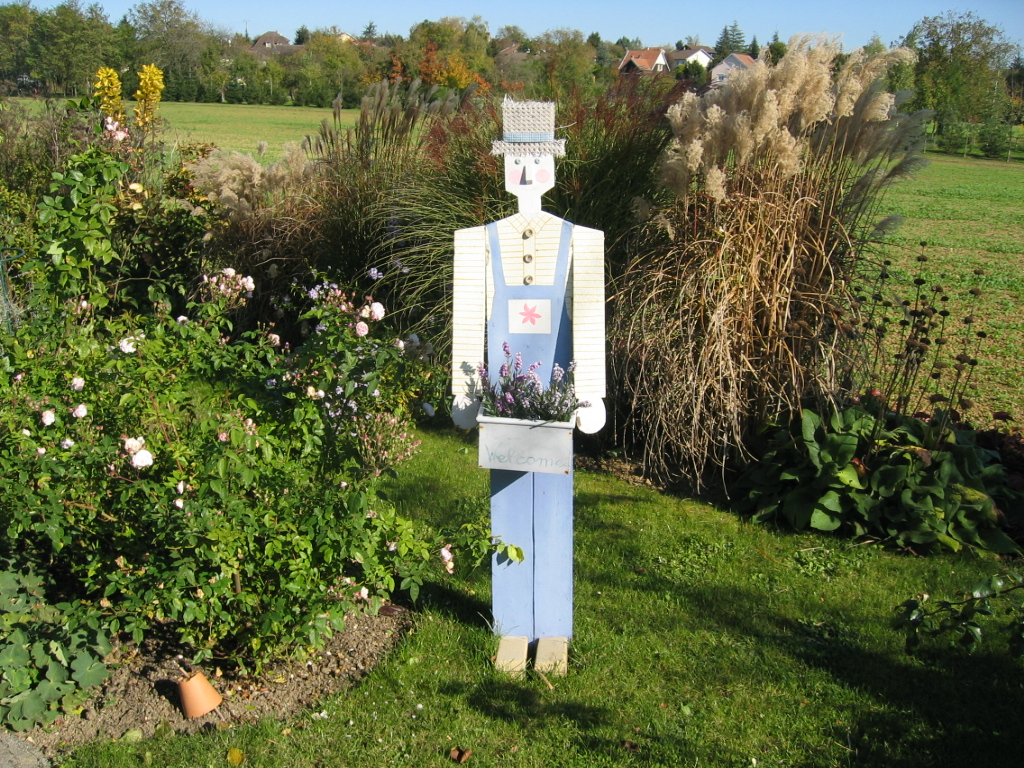
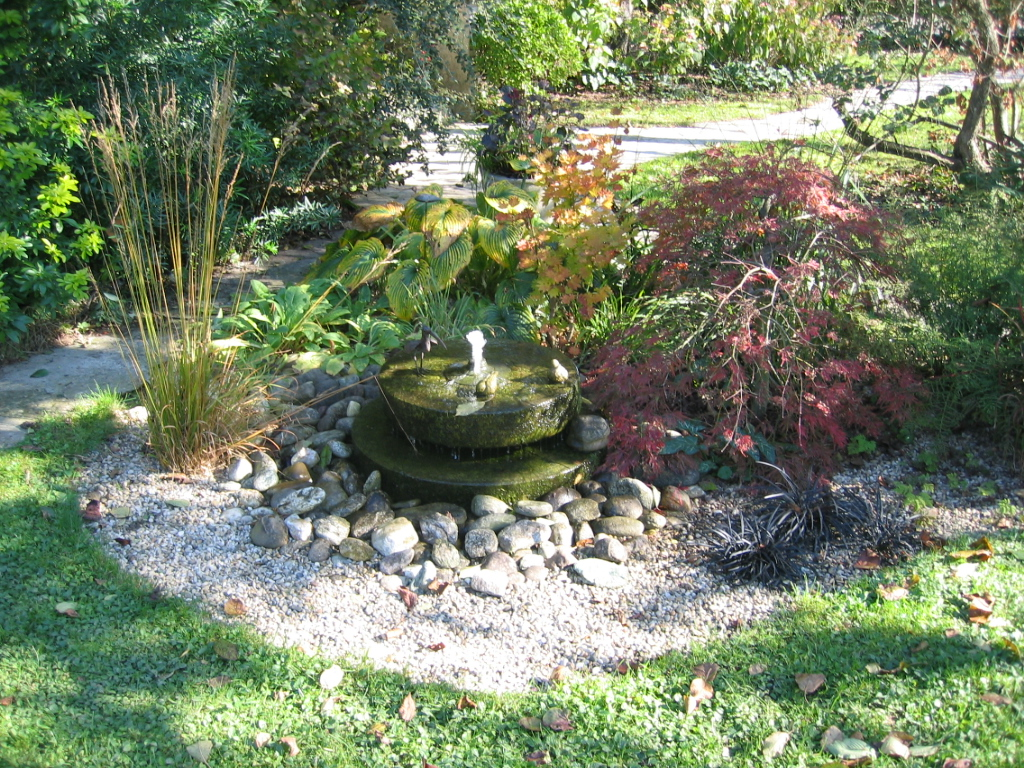
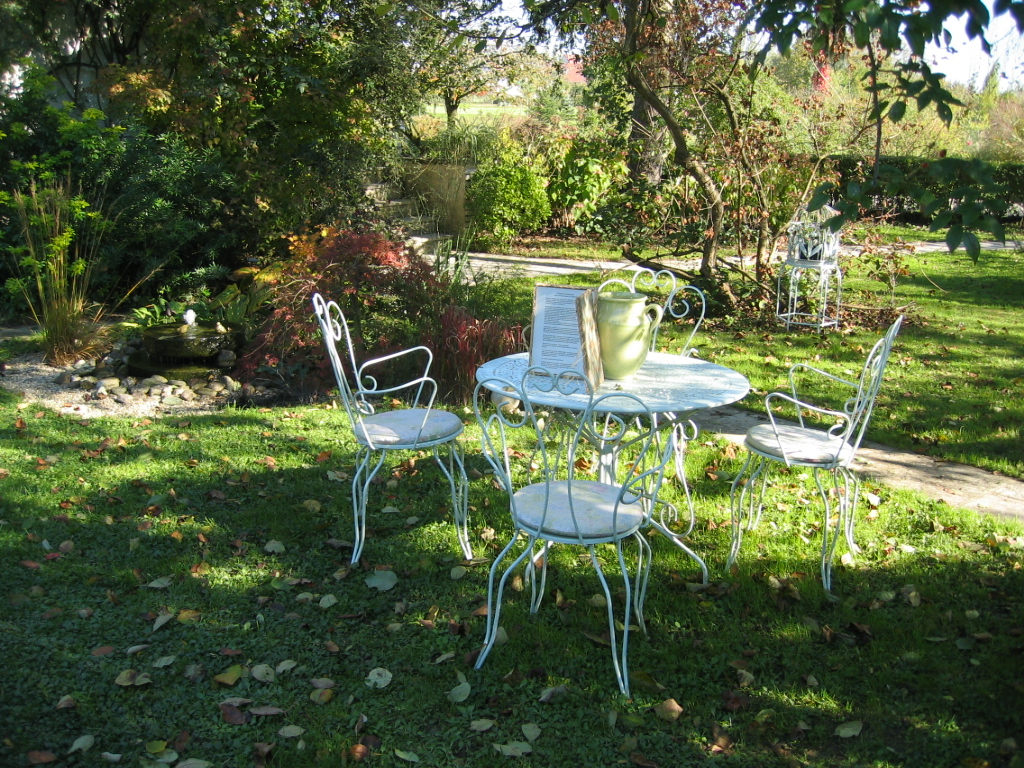
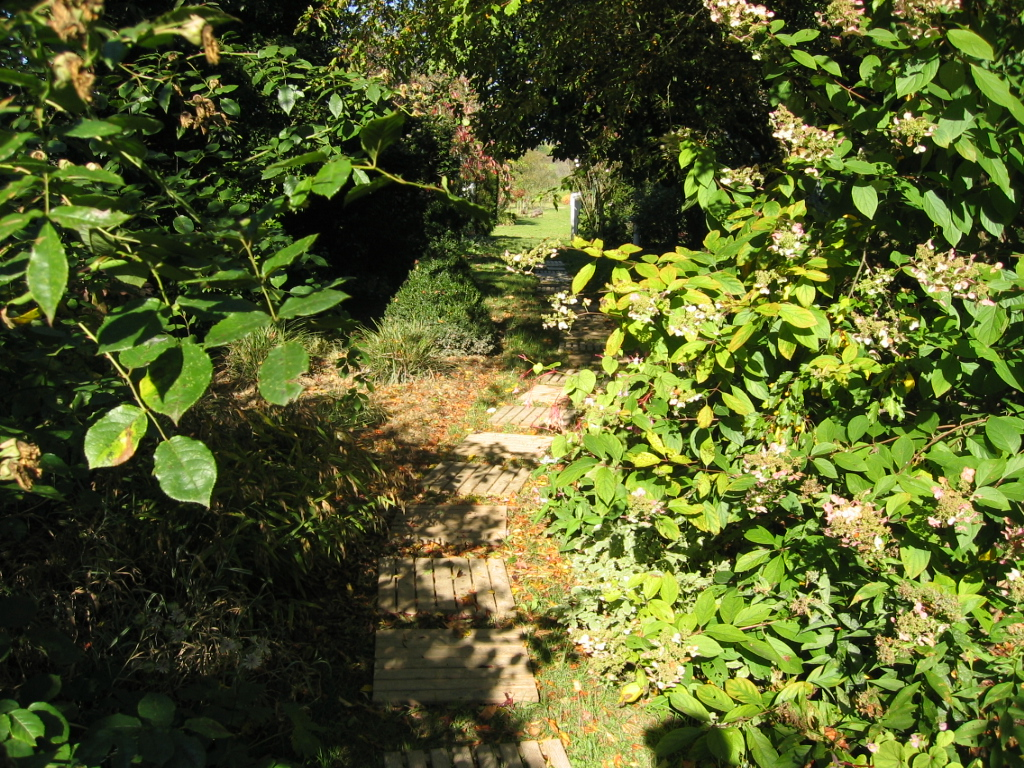
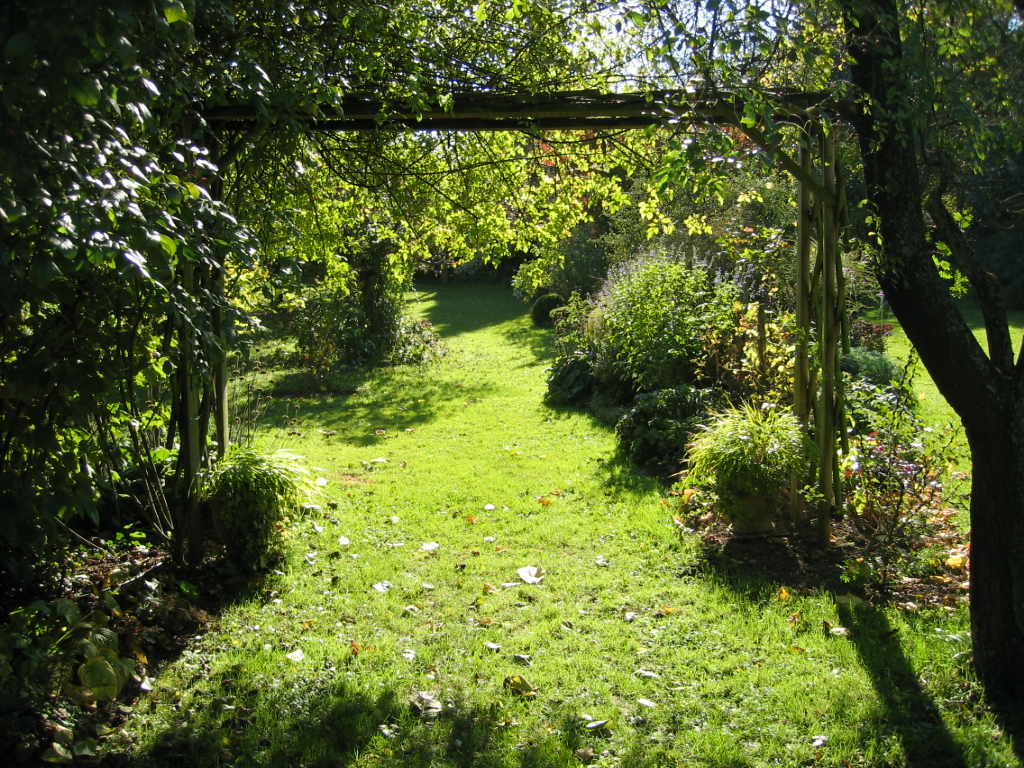
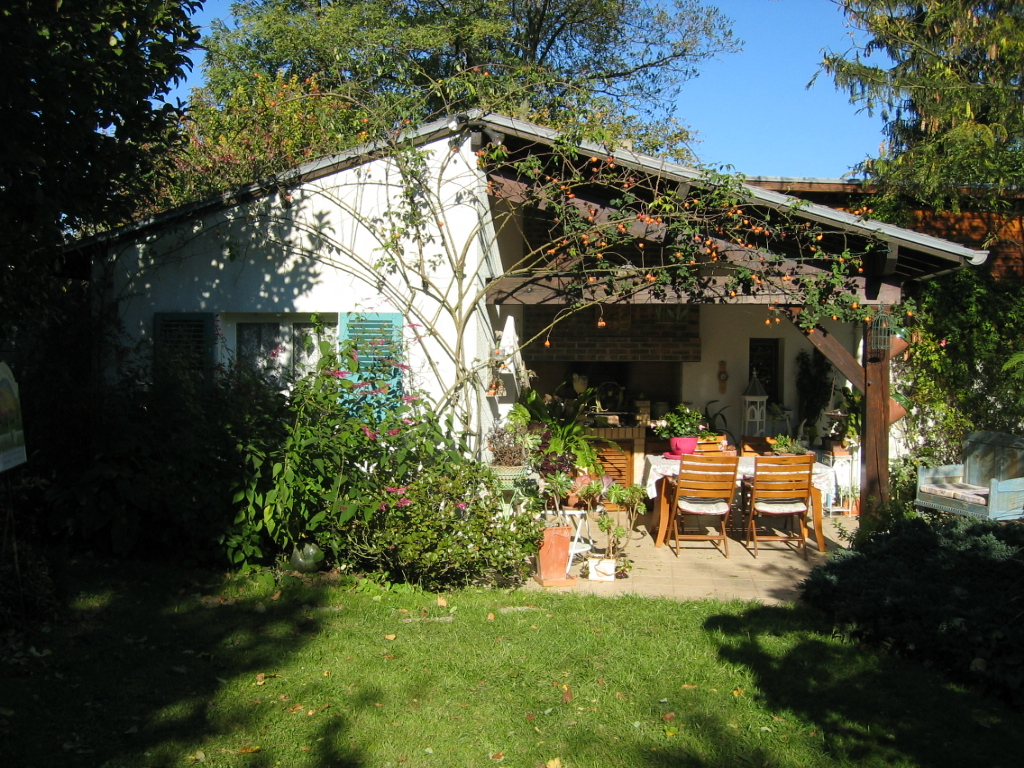
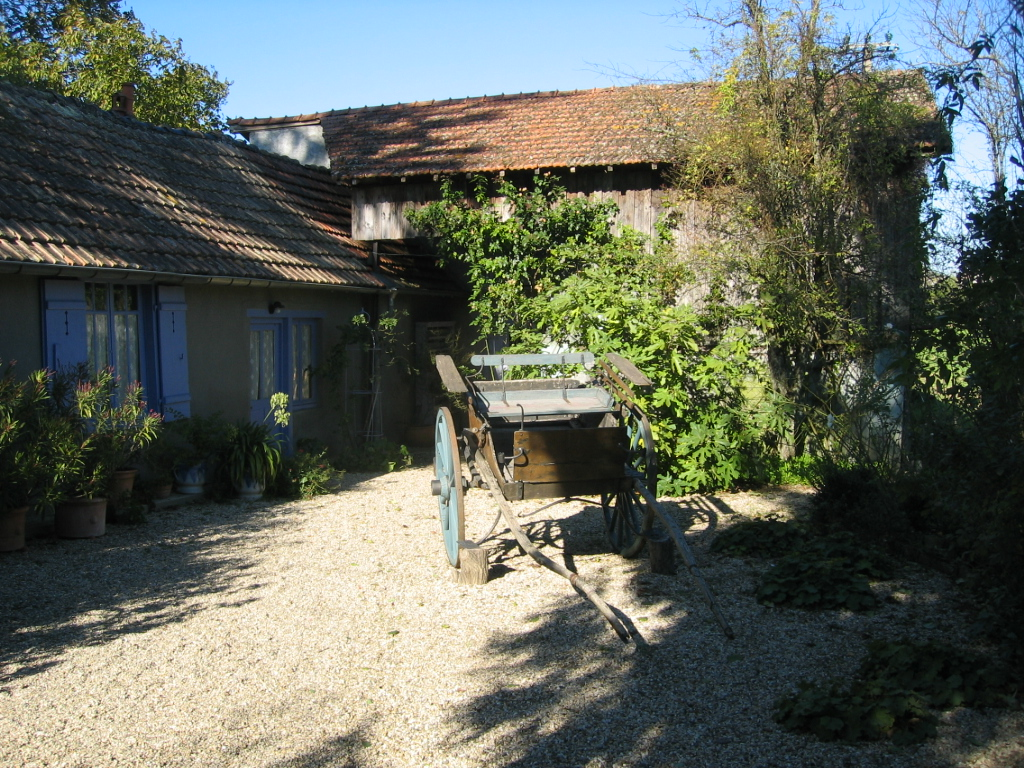
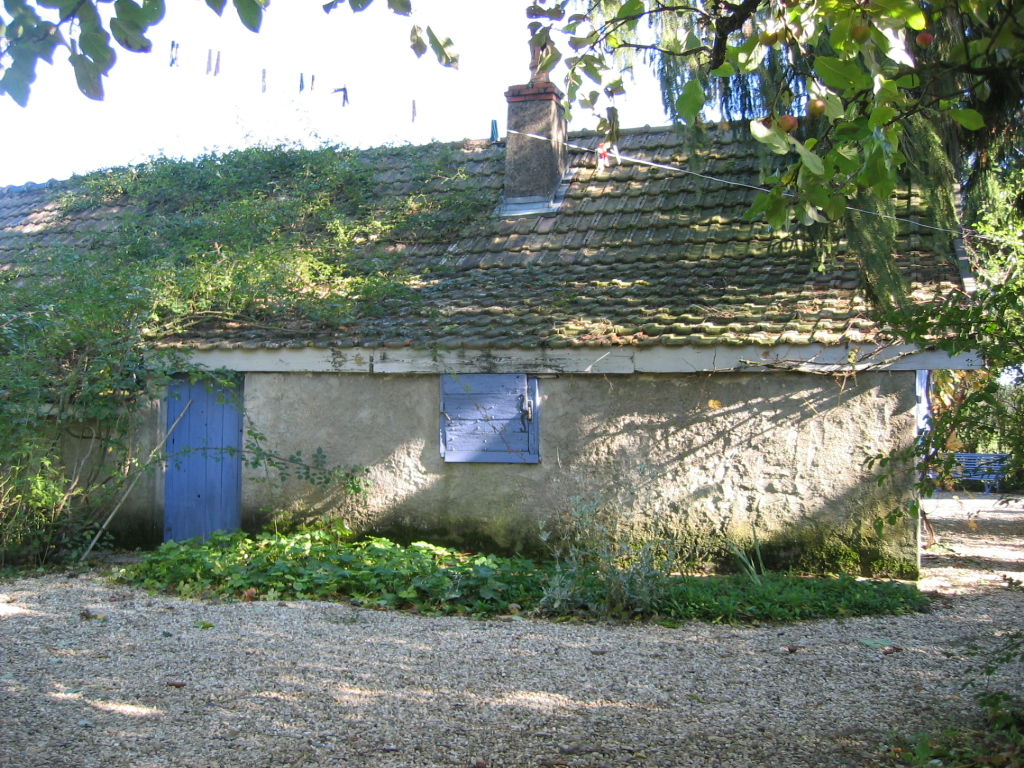
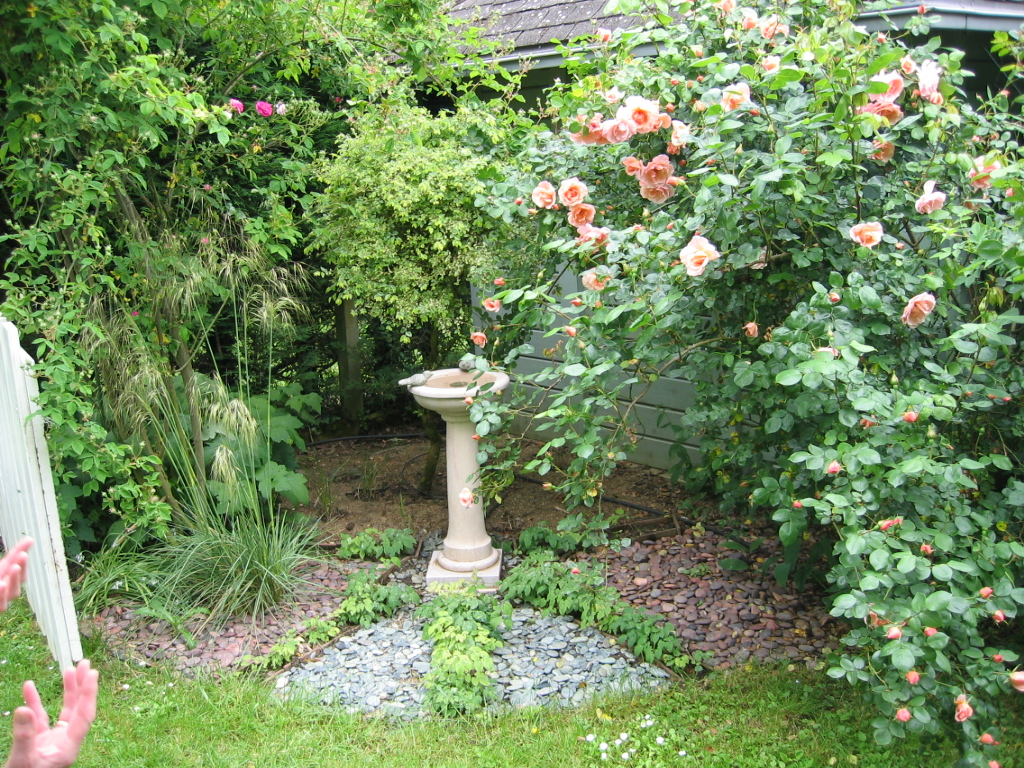
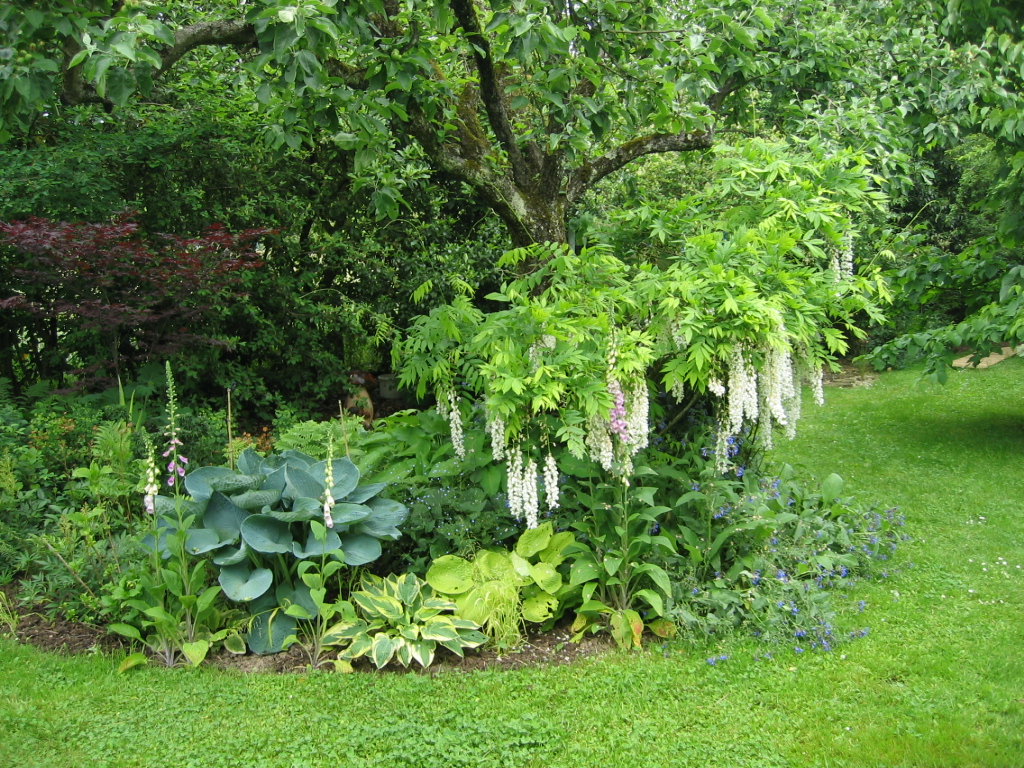
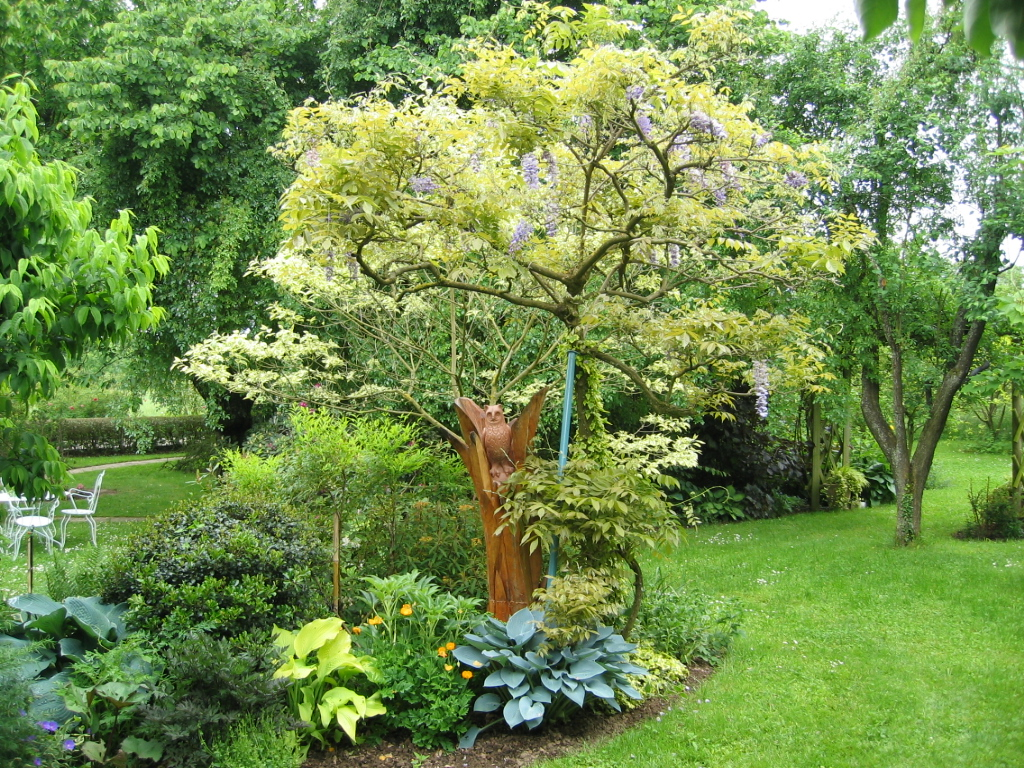
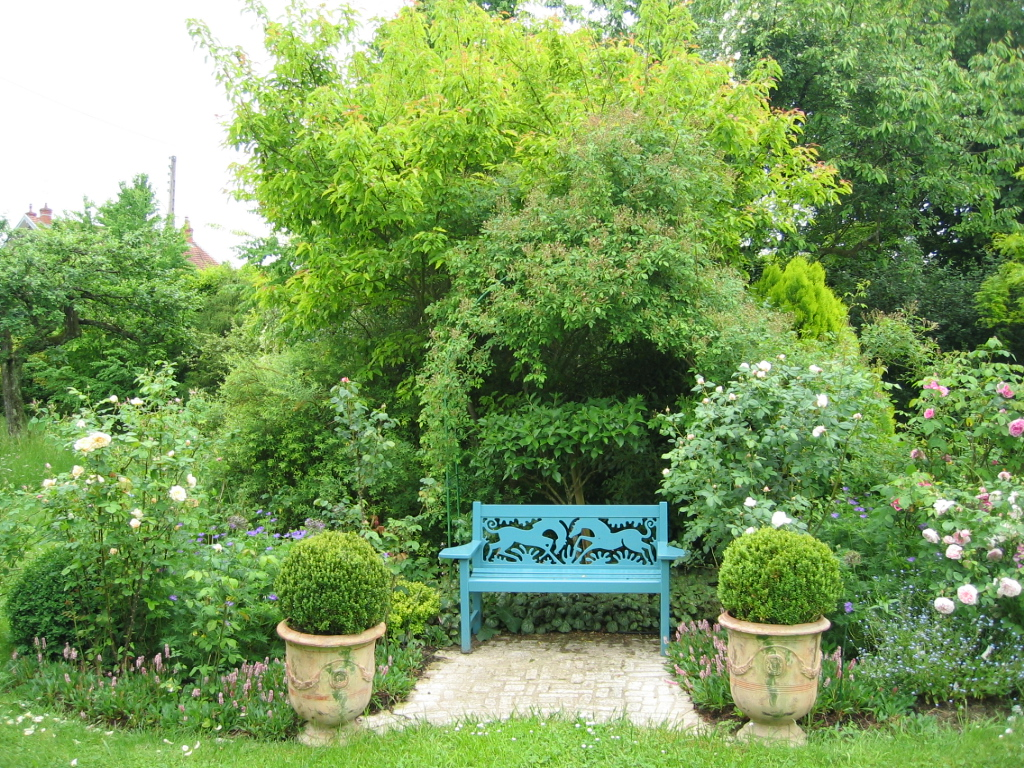
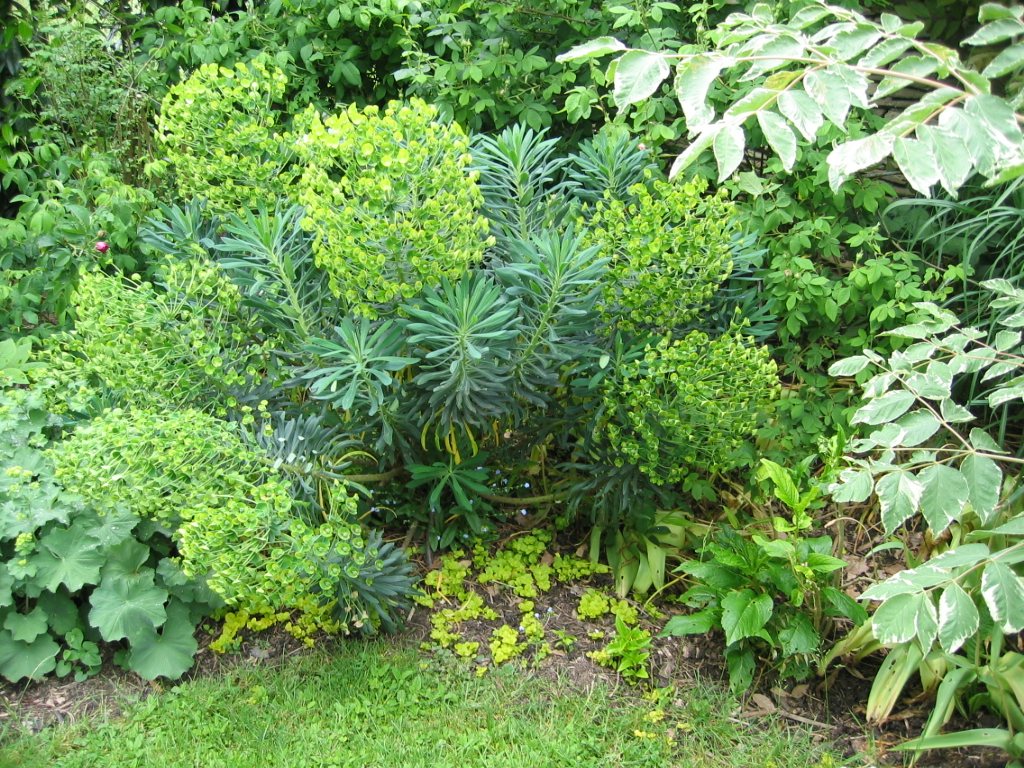
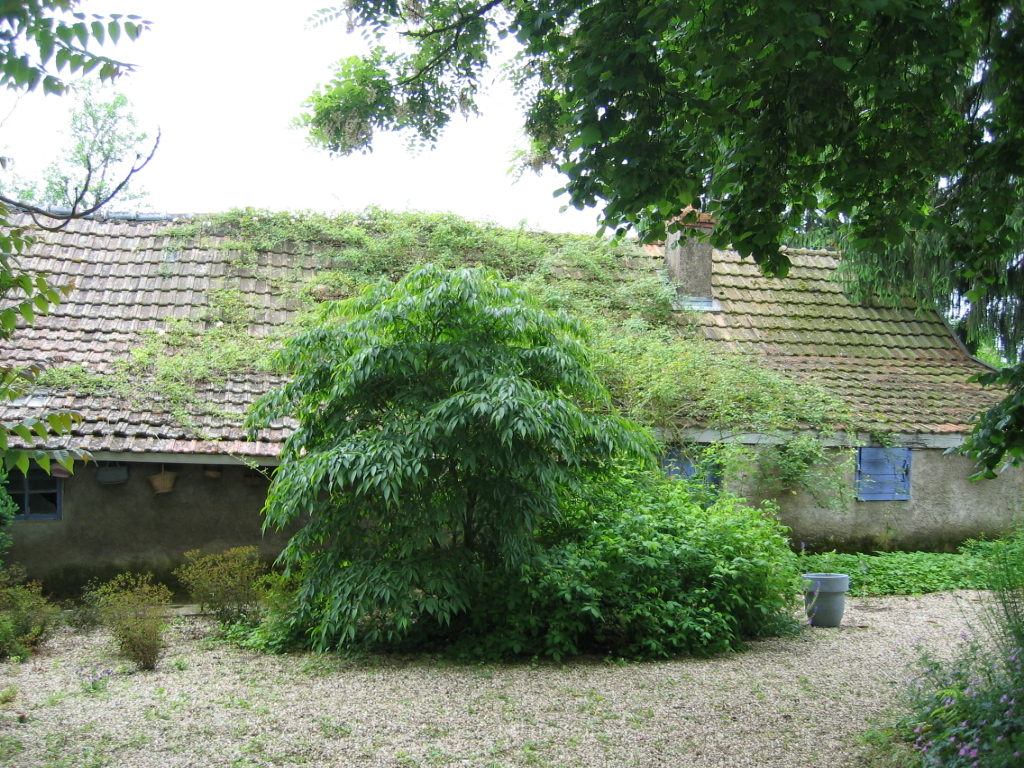
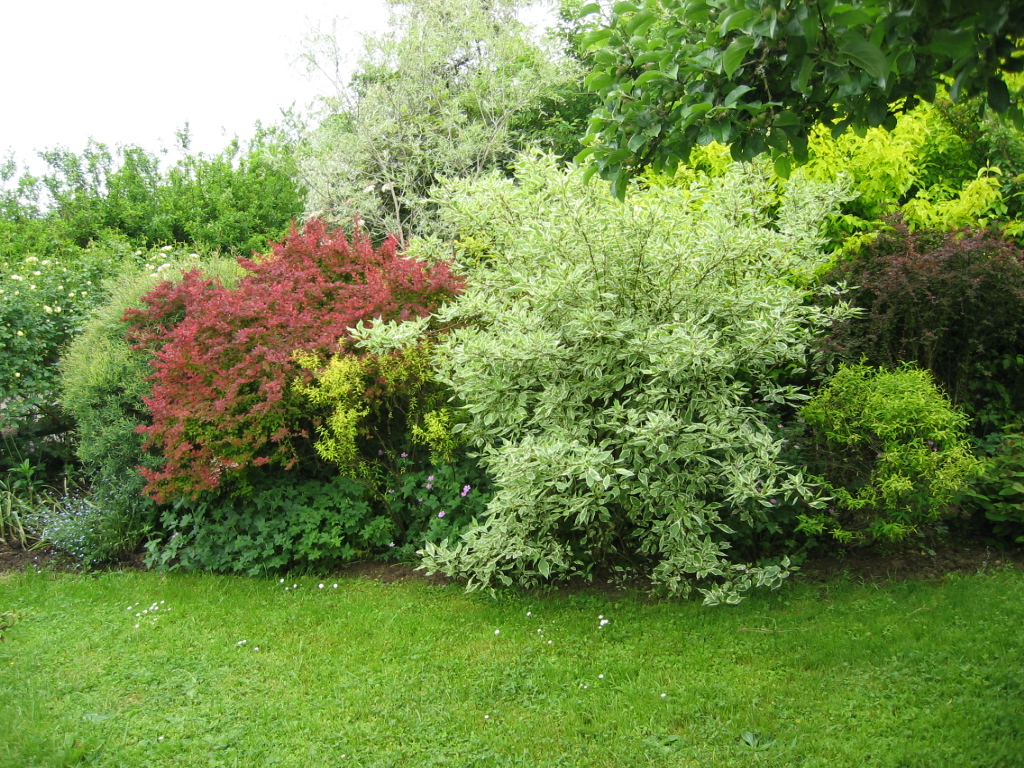
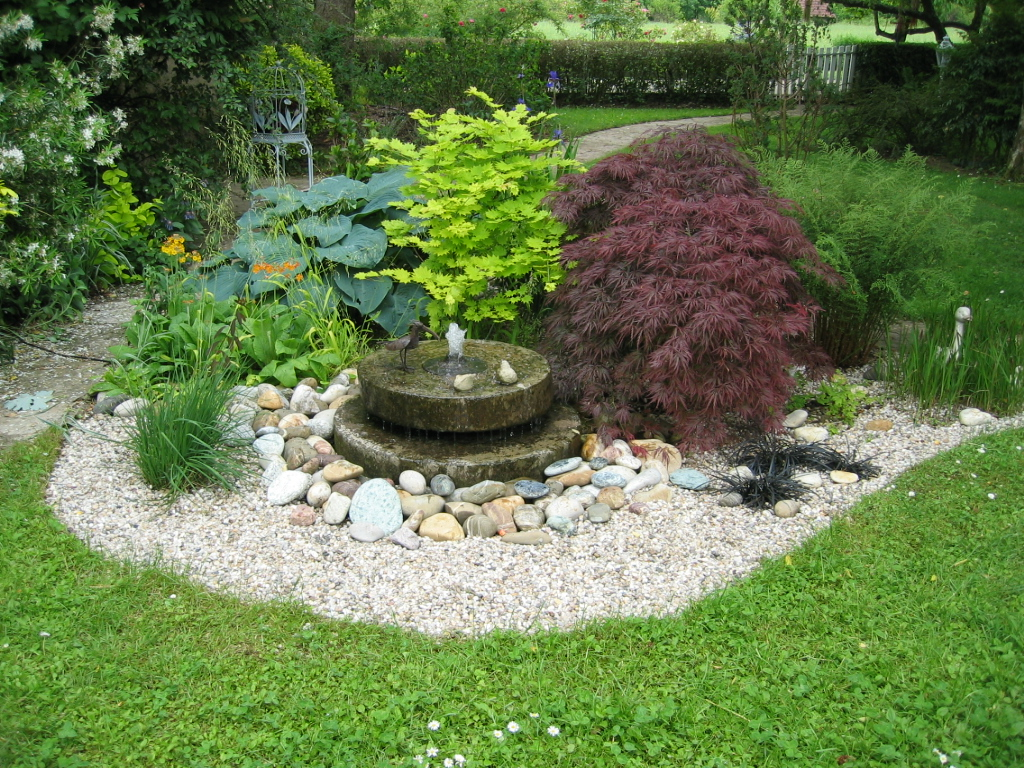
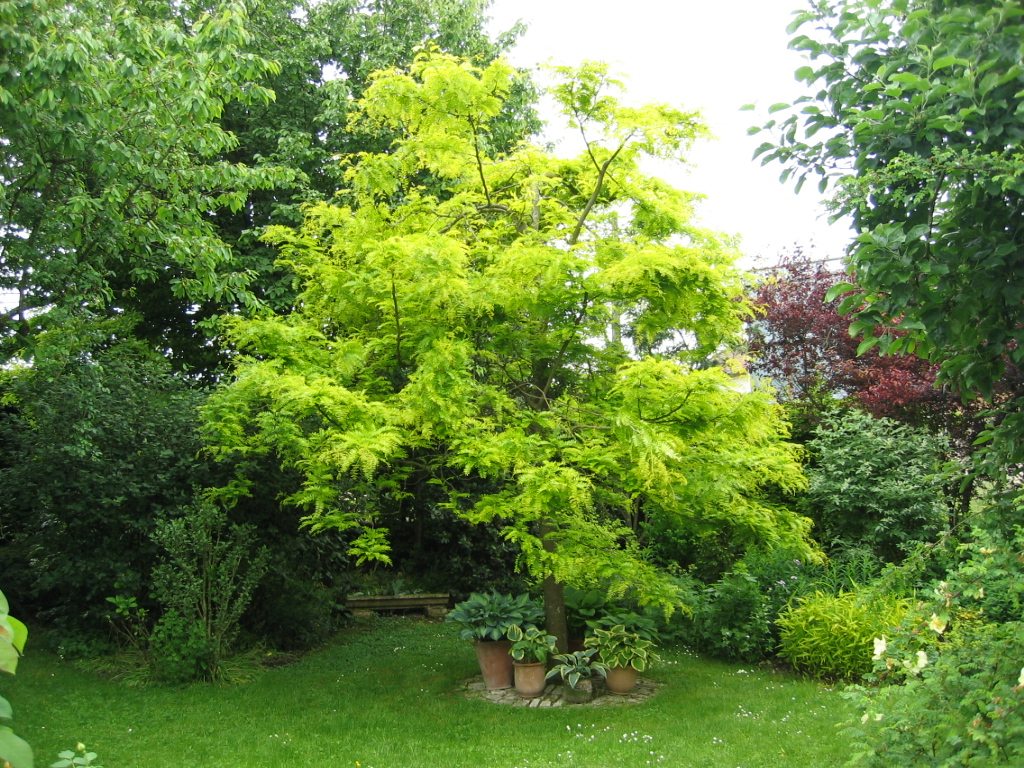
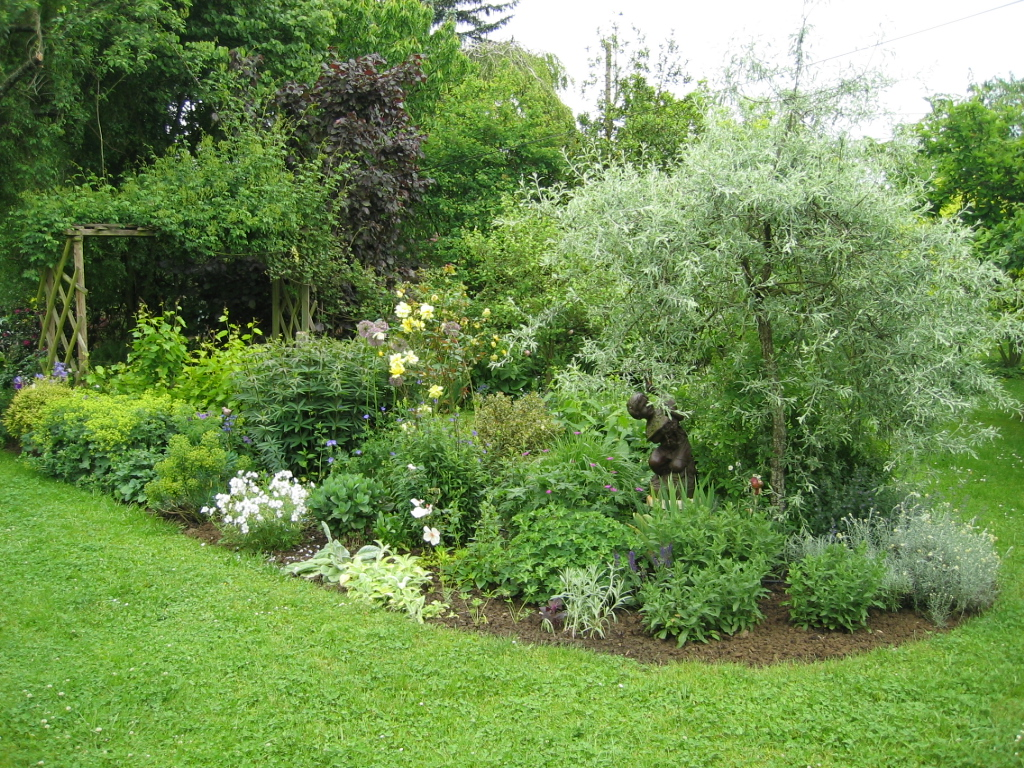
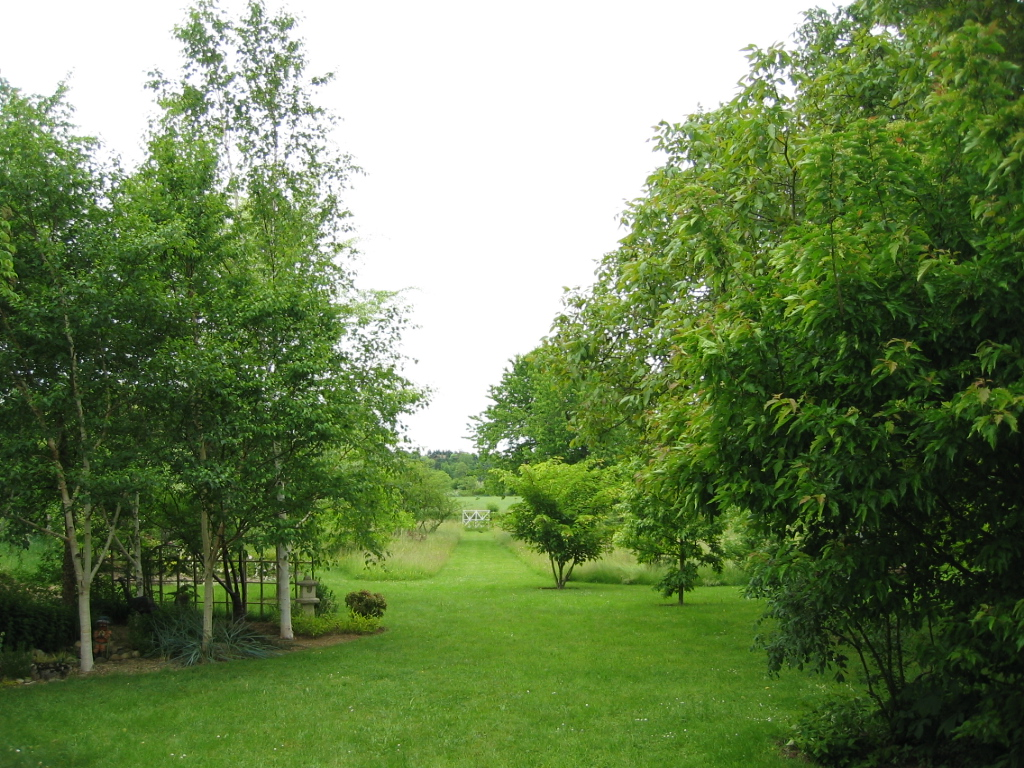
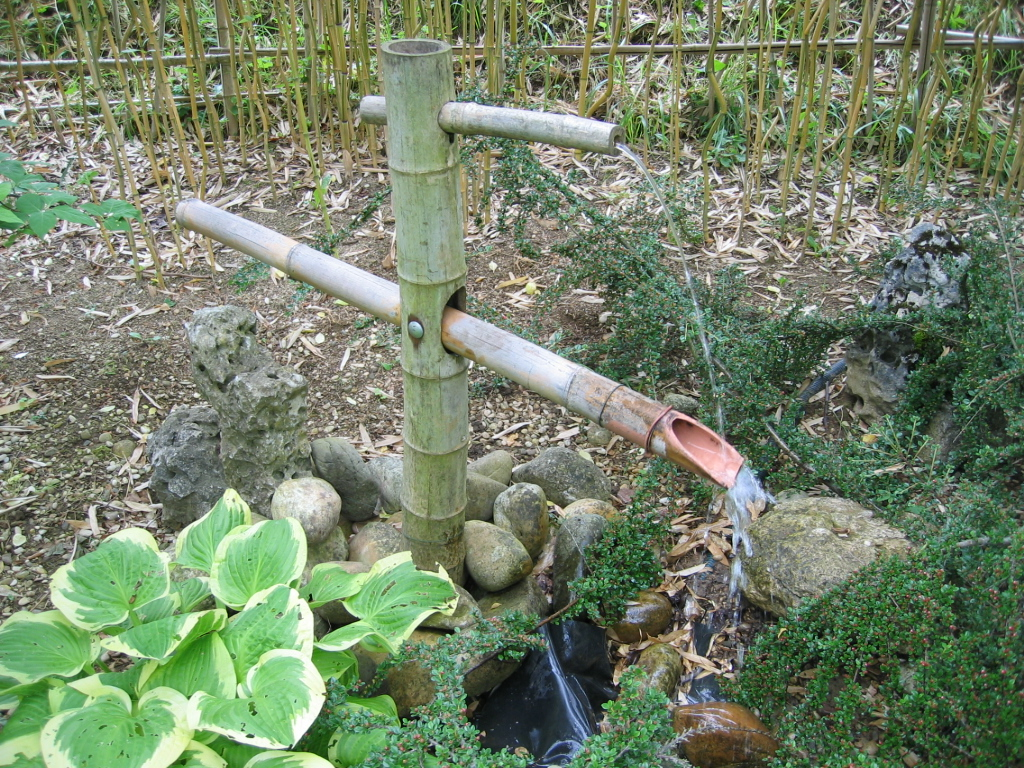
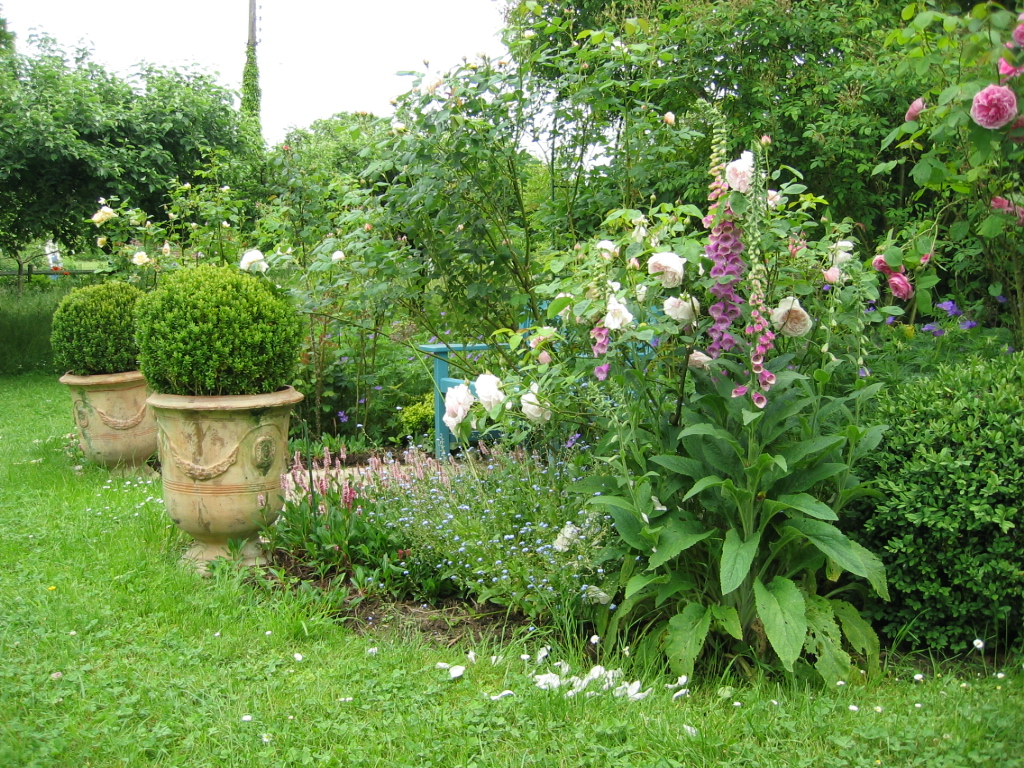
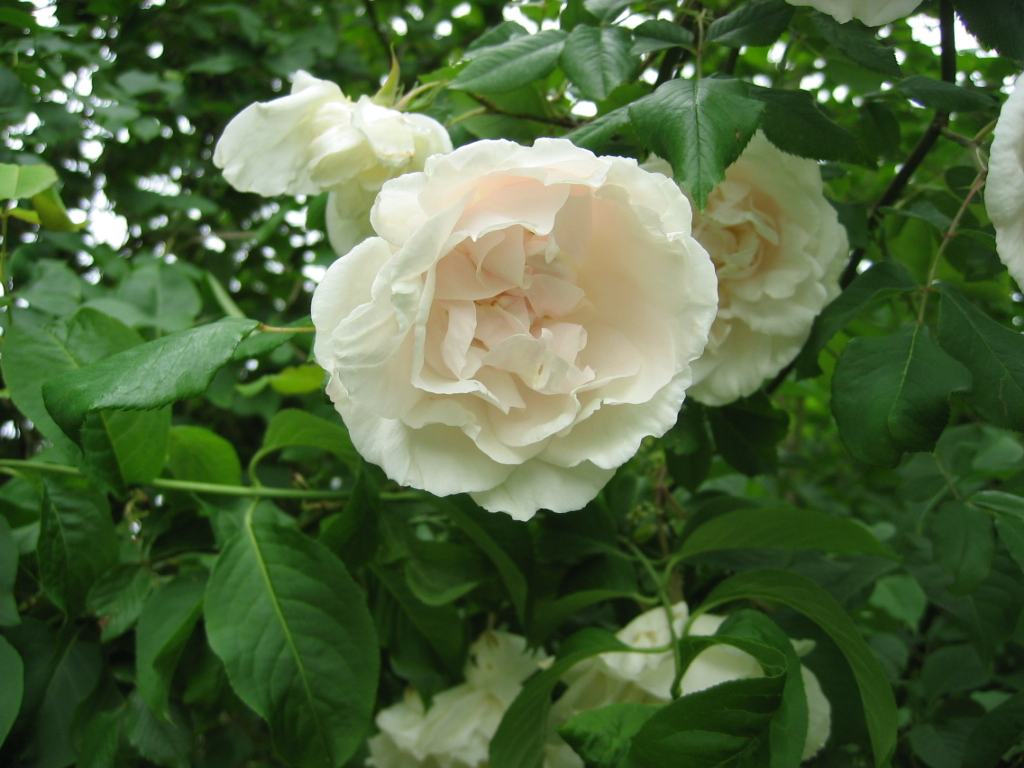
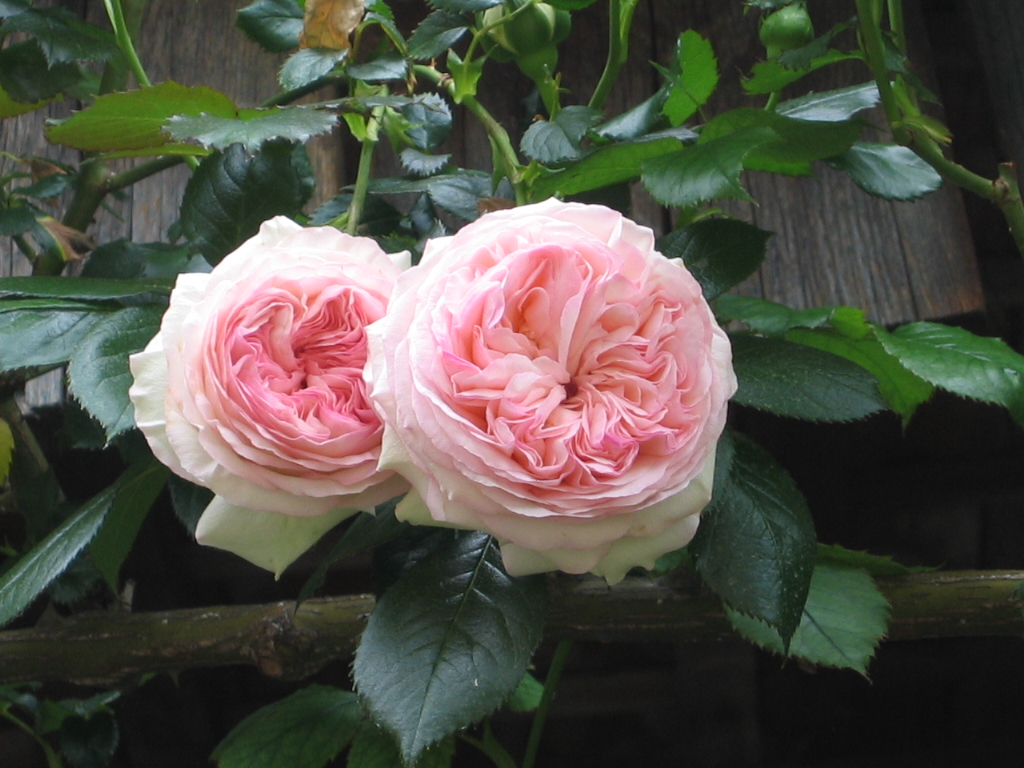
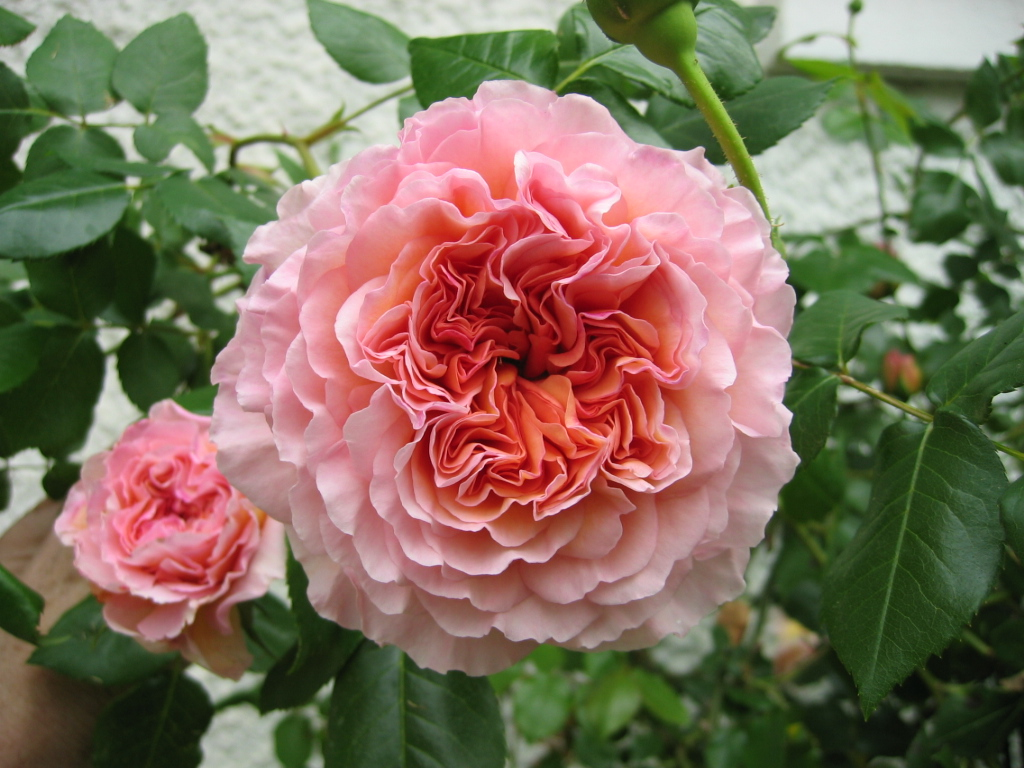

## Reconeixements
- 1999:  Prix Bonpland de la Société nationale d'horticulture.
- Premi «Jardí destacable» del Ministeri de la Cultura i de la Comunicació.

Reportatges a les revistes:
- «L'Ami des jardins» d'octubre de 2000.
- «Passions Grand Est» de setembre de 2001.
- «Mon jardin, ma maison» de març de 2003.